# مسجد الشاه (مشهد)
مسجد الشاه هو مسجد تاريخي إيراني يعود إلى القرن التاسع الهجري، ويقع في مشهد، بشارع خسروي.

## معرض الصور

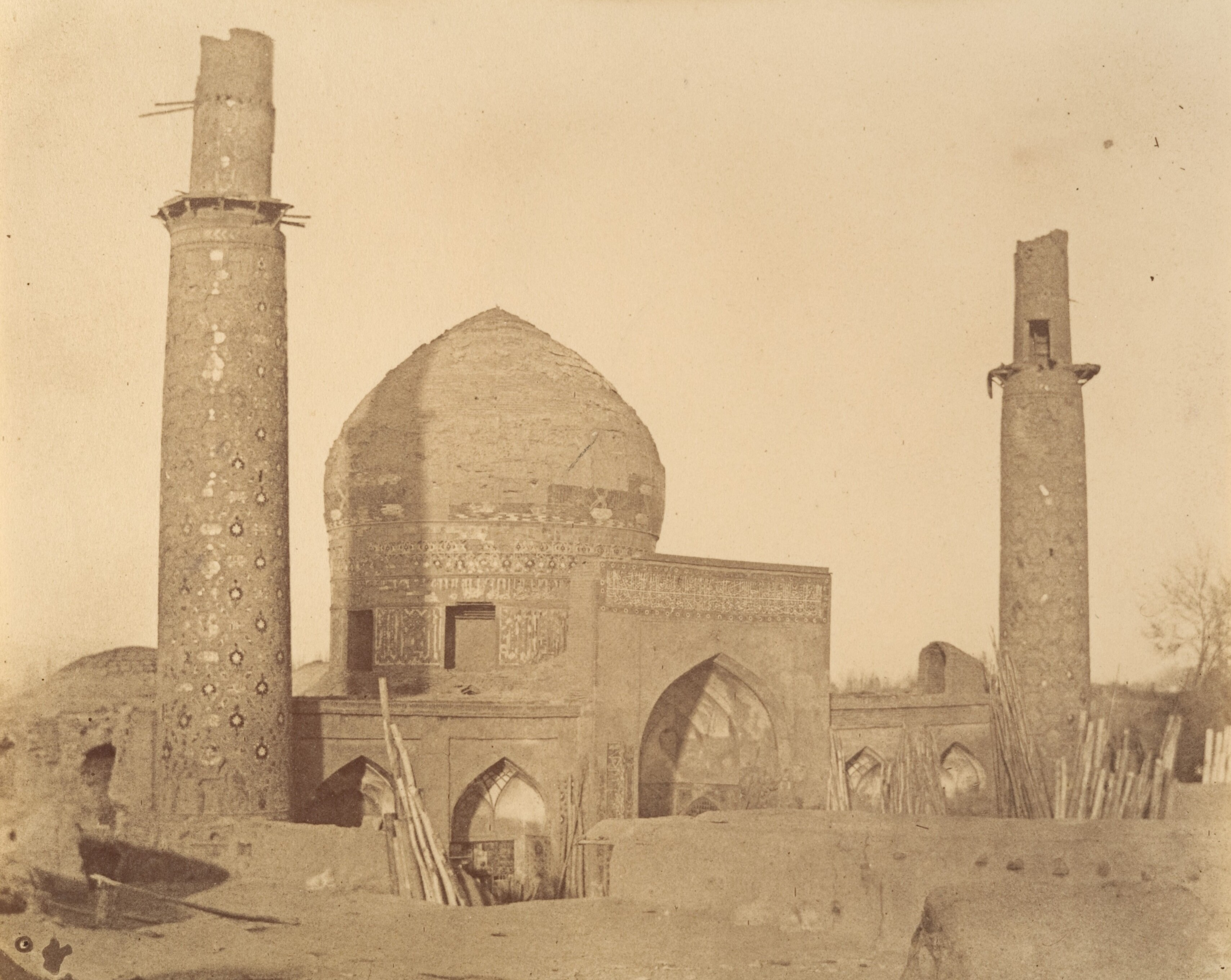
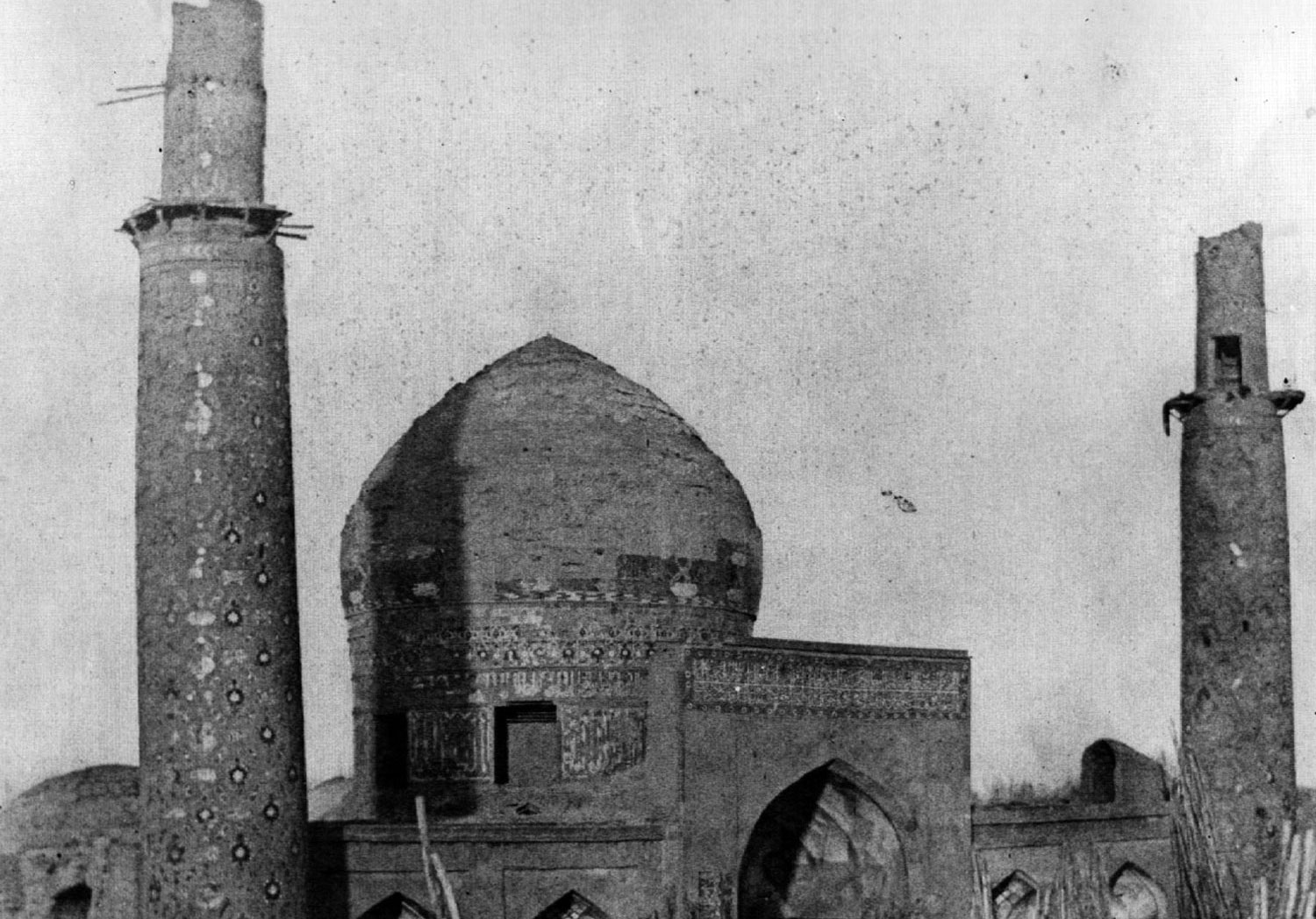
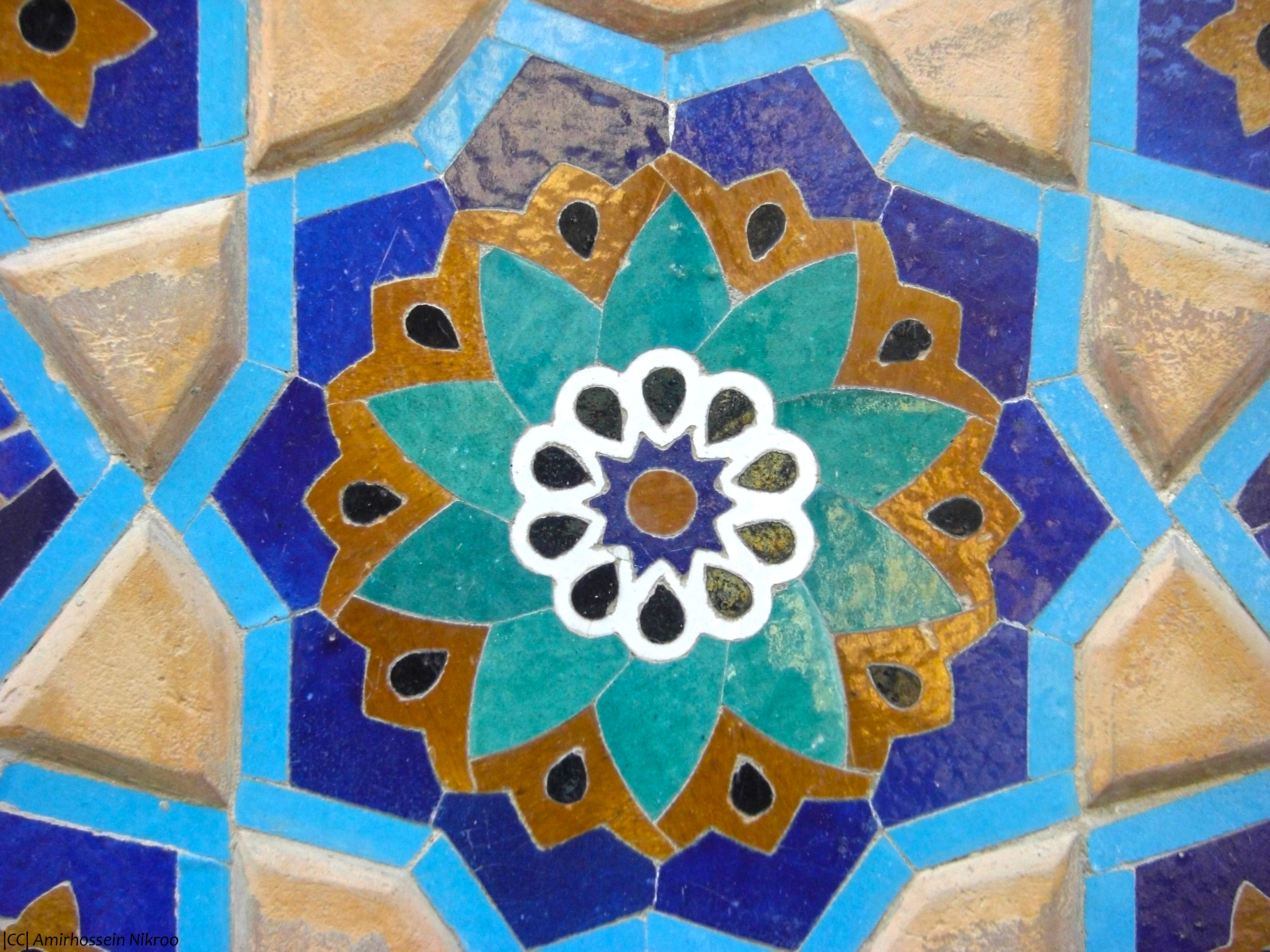
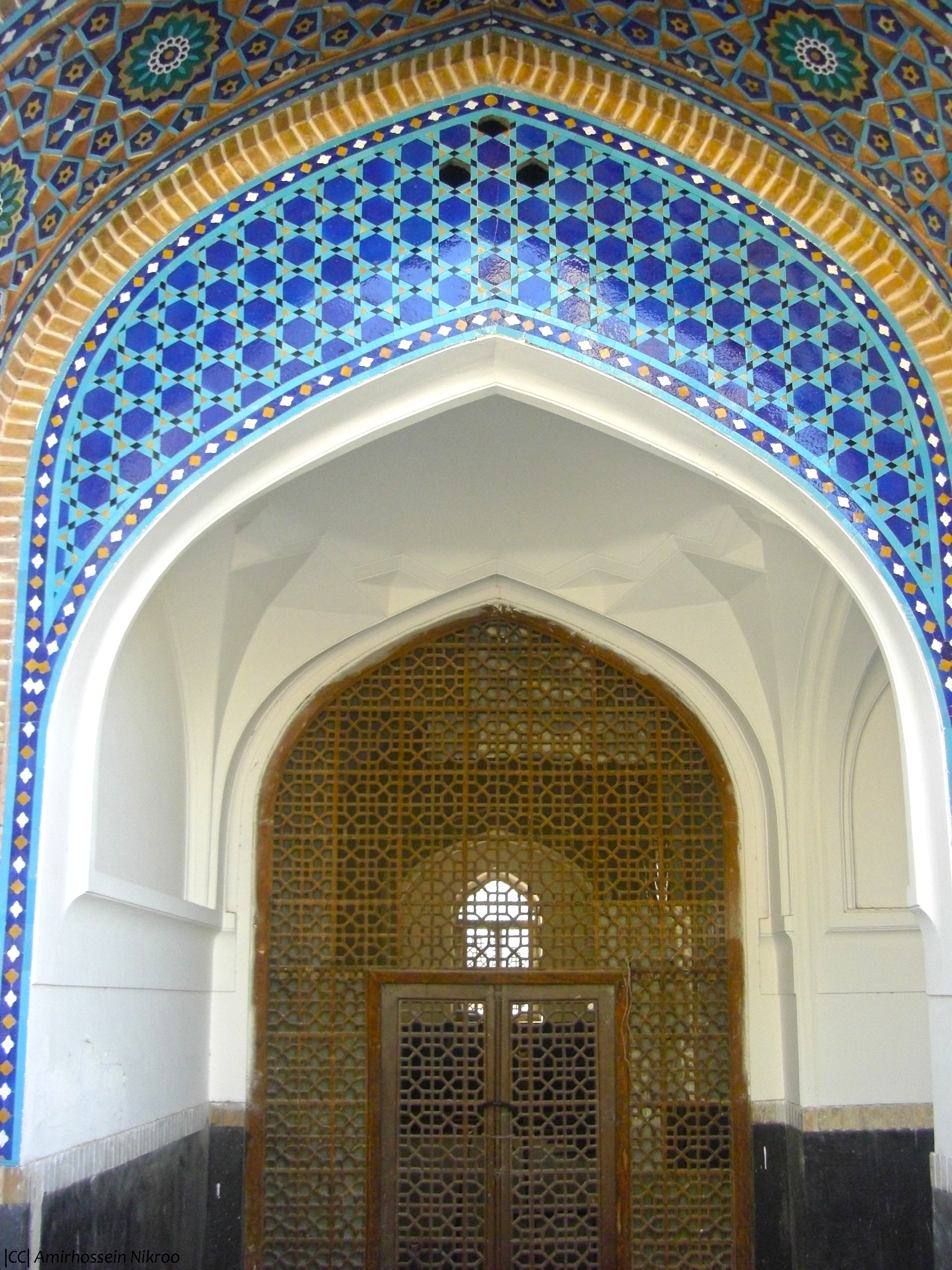